# Cylindrosporium nanum
Cylindrosporium nanum är en svampart som beskrevs av Cooke 1886. Cylindrosporium nanum ingår i släktet Cylindrosporium, ordningen disksvampar, klassen Leotiomycetes, divisionen sporsäcksvampar och riket svampar.   Inga underarter finns listade i Catalogue of Life.